# La Vacherie
La Vacherie é uma comuna francesa na região administrativa da Normandia, no departamento de Eure. Estende-se por uma área de 7,69 km². Em 2010 a comuna tinha 586 habitantes (densidade: 76,2 hab./km²).